# عدالة بيئية

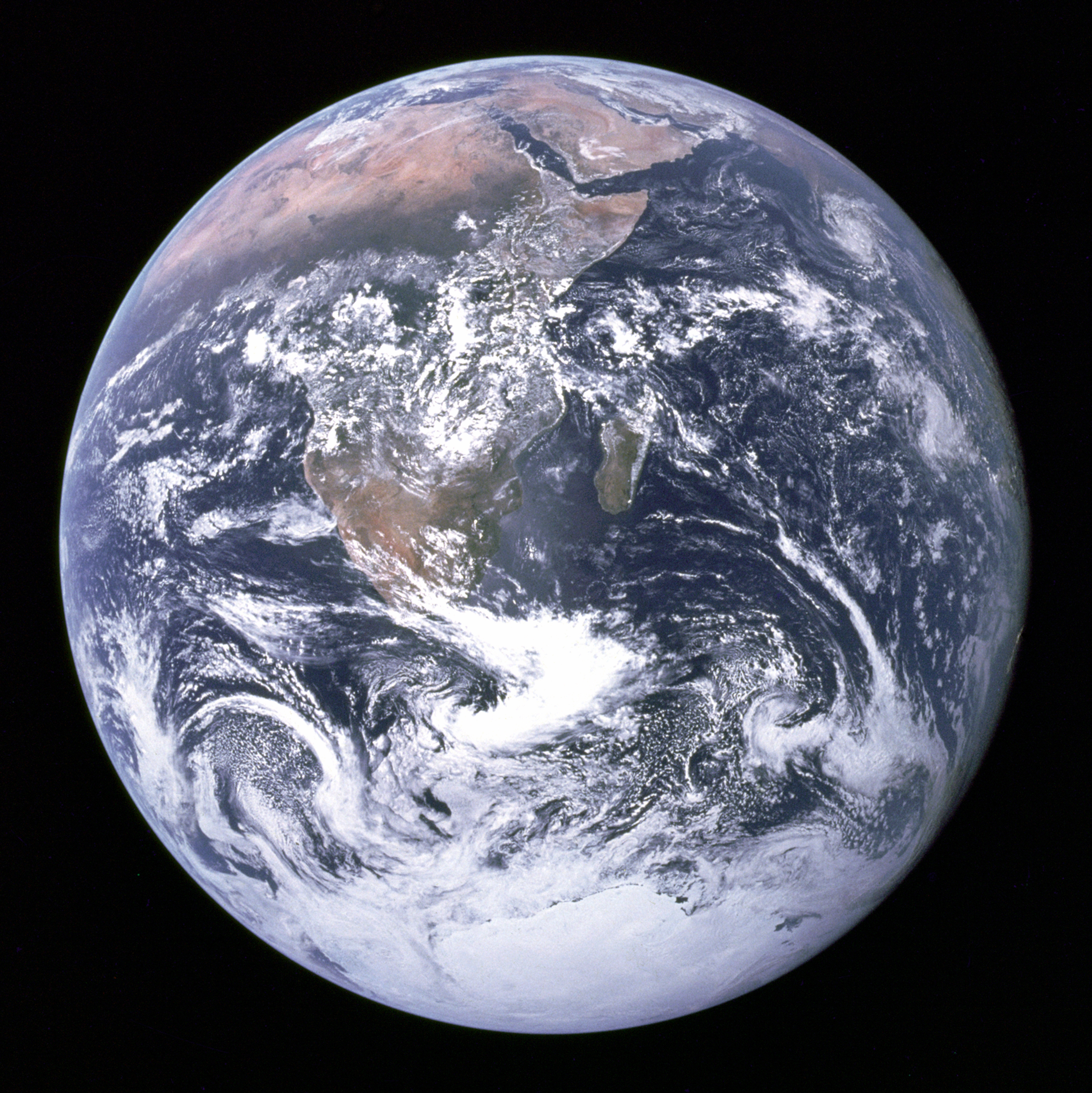

ظهرت العدالة البيئية كمفهوم في الولايات المتحدة في أوائل الثمانينات. المصطلح له استخدامان متميزان والاستخدام الأكثر شيوعًا الذي يصف العدالة البيئية بأنها حركة اجتماعية تركز على التوزيع العادل للمنافع والأعباء البيئية. والتعريف الآخر هو مجموعة متعددة التخصصات من أدب العلوم الاجتماعية التي تشمل نظريات البيئة والعدالة، والقوانين البيئية وتنفيذها، والسياسة البيئية والتخطيط والحكم من أجل التنمية والاستدامة، والبيئة السياسية.
تستند العدالة البيئية إلى المبدأ الذي يقول بأن جميع الناس لديهم الحق في الحماية من التلوث والعيش في بيئة نظيفة وصحية والتمتع بها. وتُعتبر الحماية المتساوية والمشاركة الفعالة لجميع الناس فيما يتعلق بتطوير وتنفيذ وتطبيق القوانين البيئية والأنظمة والسياسات والتوزيع العادل للفوائد البيئية.
التمييز البيئي هو إحدى القضايا التي تسعى العدالة البيئية إلى معالجتها. تركز العنصرية والتمييز ضد الأقليات على اعتقاد الجماعة المهيمنة اجتماعيا بتفوقها، مما يؤدي في كثير من الأحيان إلى امتياز المجموعة المهيمنة وإساءة معاملة الأقليات غير المهيمنة. إن التأثير المشترك لهذه الامتيازات والتحيزات هو فقط أحد الأسباب المحتملة لأن إدارة النفايات ومواقع التلوث العالية تميل إلى التواجد في المناطق التي تهيمن عليها الأقليات. تلعب كمية غير متناسبة من مجتمعات الأقليات مضيفًا لمدفن النفايات ومحارقها وغيرها من المنشآت التي يحتمل أن تكون سامة. قد يكون التمييز البيئي أيضًا موضع مصنع ضار في مكان أقلية. يمكن اعتبار هذا تمييزًا بيئيًا لأنه يضع كيانًا ضارًا في مكان لا يتوفر فيه للناس في كثير من الأحيان وسائل للرد على الشركات الكبرى.
لقد كان التمييز البيئي واضحًا من الناحية التاريخية في عملية اختيار وبناء المواقع الخطرة بيئيًا، بما في ذلك مرافق التخلص من النفايات والتصنيع وإنتاج الطاقة. كما تم النظر إلى موقع البنية التحتية للنقل، بما في ذلك الطرق السريعة والموانئ والمطارات، كمصدر للظلم البيئي. من بين الوثائق المبكرة للعنصرية البيئية دراسة توزيع مواقع النفايات السامة في جميع أنحاء الولايات المتحدة. نظرًا لنتائج هذه الدراسة، كانت مقالب النفايات ومحارق النفايات هدفًا لقضايا واحتجاجات العدالة البيئية.

## تعريف
تعرف وكالة حماية البيئة الأمريكية (EPA) في الولايات المتحدة العدالة البيئية على النحو التالي:
«العدالة البيئية هي المعاملة العادلة والمشاركة الفعالة لجميع الناس، بغض النظر عن العِرق أو اللون أو الأصل القومي أو الدخل، في الأمور التي تتعلق بتطوير وتنفيذ وتطبيق القوانين والمراسيم والسياسات البيئية. تهدف وكالة الحماية البيئية الأمريكية إلى تطبيق هدف العدالة البيئية لجميع المجتمعات والأشخاص عبر هذه الأمة (تكذية). سيتحقق ذلك عندما يتمتع كل فرد بنفس درجة الحماية من المخاطر البيئية والصحية، وبإمكانية الوصول المتساوي إلى عملية صنع القرار للحصول على بيئة صحية للعيش والتعلم والعمل».
تشتمل التعريفات الأخرى على: التوزيع العادل للمخاطر والفوائد البيئية؛ والمشاركة العادلة وذات المغزى في صنع القرارات البيئية؛ والاعتراف بأساليب الحياة المجتمعية والمعرفة التقليدية والتنوع الثقافي؛ وقدرة المجتمعات والأفراد على العمل والازدهار في المجتمع. يُعتبر «توزيع السلع الاجتماعية» هو معنًا بديلًا لمصطلح «العدالة»، بل ويُستخدم في العلوم الإنسانية.

## الدعاوى
تستند بعض دعاوى العدالة البيئية إلى انتهاكات قوانين الحقوق المدنية.
غالبًا ما يُستخدم الباب السادس من قانون الحقوق المدنية لعام 1964 في الدعاوى القضائية التي تدعي عدم المساواة البيئية. تحظر المادة 601 التمييز على أساس العرق أو اللون أو الأصل القومي من قبل أي وكالة حكومية تتلقى مساعدة فيدرالية. يجب على المدعي إثبات أن وكالة ما قد قامت بعملية التمييز، في حال أراد الفوز في قضية العدالة البيئية على هذه الوكالة.
يتطلب القسم 602 من الوكالات وضع قواعد وأنظمة تدعم القسم 601. يُعتبر هذا القسم مُفيدًا لأن المدعي يجب أن يثبت فقط أن القانون أو المرسوم المعني كان له تأثير تمييزي، ولا يوجد هناك حاجة لإثبات أي نية تمييزية.
حددت قضية سيف ضد سكان تشيستر المهتمين بنوعية المعيشة، السابقة القضائية التي يمكن للمواطنين المقاضاة وفقًا لها بموجب المادة 601. لم توجد حتى الآن قضية رفع فيها مواطن دعوى بموجب المادة 602، الأمر الذي يثير التساؤل حول ما إذا كان هذا الحق في رفع الدعاوي موجودًا أصلًا.
استُخدم بند الحماية المتساوية في التعديل الرابع عشر لدستور الولايات المتحدة، عدة مرات في الدفاع عن حقوق الأقليات في العديد من قضايا العدالة البيئية خلال ستينيات القرن العشرين.

## الحواجز الأولية أمام الأقليات

### المشاركة
انصب التركيز على حماية الحياة البرية والحفاظ على أحيائها عندما أصبح موضوع حماية البيئة مألوفًا لأول مرة خلال أوائل القرن العشرين. عكست هذه الأهداف مصالح مؤيدي الحركة الأوائل، وهم البيض أبناء الطبقة المتوسطة والراقية في المقام الأول، بما في ذلك مشاهدة عملية المحافظة على البيئة وحمايتها من خلال عدسة فشلت في تقدير العمل الذي استغرق قرونًا من قبل المجتمعات الأصلية التي عاشت دون دراسة أنواع الدمار البيئي، إذ سعى الآن هؤلاء «المستوطنون البيئيون» الاستعماريون إلى التخفيف من هذا الدمار. ما تزال تصرفات العديد من المنظمات البيئية الرئيسية تعكس هذه المبادئ الأولية.
شعرت العديد من الأقليات ذات الدخل المنخفض أنها عُزلت أو تأثرت سلبًا بالحركة، على سبيل المثال، رسالة التنظيم الجنوبي الغربي الخاصة بالمشروع (SWOP) والموجهة إلى مجموعة العشرة، وهي رسالة أرسلها العديد من نشطاء العدالة البيئية المحليين إلى منظمات بيئية كُبرى، إذ جادل محتوى الرسالة بأن الحركة البيئية كانت قلقة للغاية بشأن تنظيف البيئة والمحافظة عليها، نظرًا لأنها تجاهلت الآثار السلبية الناتجة عن المجتمعات المتجاورة، والتي أدت بدورها إلى انخفاض نمو فرص العمل.
بالإضافة إلى ذلك، نقلت حركة «ليس في باحتي الخلفية» (NIMBY) استخدامات الأراضي غير المرغوب فيها محليًا (LULUS)، من أحياء الطبقة الوسطى إلى أحياء المجتمعات الفقيرة التي تضم عددًا ضخمًا من السكان الذين ينتمون إلى الأقليات، ولذلك غالبًا ما تتعرض المجتمعات الضعيفة ذات الفرص السياسية الضئيلة إلى النفايات والسموم الخطرة، وقد نتج عن هذا الأمر مبدأ «التخلص من النفايات في الباحة الخلفية للسود» (PIBBY)، أو على الأقل « التخلص من النفايات في الباحة الخلفية للأقليات»(PIMBY)، إذ أيده بحث كنيسة المسيح المتحدة في عام 1987.
نتيجةً لذلك، نظرت بعض الأقليات إلى الحركة البيئية على أنها حركة نخبوية، إذ تتجلى النخبوية البيئية في ثلاثة أشكال مختلفة:
1. الإنشائيون - يُعتبر أنصار البيئة من أبناء الطبقة الوسطى والراقية.
2. الأيديولوجيون – تفيد الإصلاحات مؤيدي الحركة البيئية، ولكنها تفرض بالمقابل تكاليف على غير المشتركين فيها أيضًا.
3. الأثر - تمتلك الإصلاحات «تأثيرات اجتماعية تراجعية»، إذ تفيد هذه الإصلاحات البيئة بشكل غير متناسب، بل وتضر الفئات غير المُمثلة بشكل كافي.[13]

استفاد أنصار النمو الاقتصادي من إهمال أنصار البيئة لفئة الأقليات. إذ أُقنع قادة الأقليات الذين يتطلعون إلى تحسين مجتمعاتهم بأن الفوائد الاقتصادية للمنشآت الصناعية والزيادة في عدد الوظائف تستحق المخاطر الصحية التي قد تتعرض لها. في الواقع، هدد كل من السياسيين والشركات هذه الفئة بفقدان وشيك لوظائف هذه المجتمعات، وذلك في حال عدم قبولها لهذه الصناعات والمرافق الخطرة.
على الرغم من أن السكان المحليين في كثير من الحالات لا يتلقون هذه الفوائد بالفعل، ولكن تُستخدم هذه الحجة من أجل التقليل من مقاومة المجتمعات، وكذلك تجنب النفقات اللازمة لتنظيف التلوث الحاصل وخلق بيئات أكثر أمانًا في مكان العمل.

### حواجز التكلفة
تتمثل إحدى العقبات البارزة أمام مشاركة الأقليات في العدالة البيئية، في التكاليف الأولية لمحاولة تغيير النظام ومنع الشركات من إلقاء نفاياتها السامة وغيرها من الملوثات في المناطق التي يعيش فيها أعداد كبيرة من الأقليات. يوجد هناك رسوم قانونية ضخمة مُخصصة للكفاح في سبيل العدالة البيئية، ومحاولة التخلص من العنصرية البيئية.
على سبيل المثال، توجد قاعدة في المملكة المتحدة، مفادها أن المُطالب قد يضطر إلى تغطية رسوم خصومه، وهو الأمر الذي يزيد من تفاقم مشاكل التكلفة، وخاصةً مع فئة الأقليات ذات الدخل المنخفض؛ إضافةً لذلك، تُعتبر مُقاضاة الحكومة لعدم فرض القواعد، هي الطريقة الوحيدة التي تستطيع مجموعات الحماية البيئية اتباعها لتحميل الشركات مسؤولية التلوث التي تُحدثه، وكسر أي قضايا تراخيص بشأن التخلص من النفايات، ستؤدي تلك الأمور مُجتمعة إلى ضرائب حظر قانونية، لا يستطيع معظمهم تحملها. ويمكن ملاحظة ذلك من خلال حقيقة أنه من بين 210 مراجعة قضائية بين عامي 2005 و2009، لم يُستكمل إلا نحو 56 % منها نظرًا للتكاليف.

## التغلب على الحواجز
تأسست العديد من المنظمات التي أُنشئت في المجتمعات التي تعاني من التمييز العنصري والجماعات ذات الثروة المنخفضة، في سبعينيات وثمانينيات القرن العشرين لمعالجة الظلم البيئي، وذلك نظرًا لتعرض هذه المجتمعات للتدهور البيئي الناتج عن الإصلاحات ذات التأثر غير المتناسب، وحرمانهم من الوصول إلى الحركات التي تدعي تصحيح ذلك.
شكل عملهم الجماعي العمود الفقري لحركة العدالة البيئية المعاصرة، والتي وُثقت مبادئها التوجيهية بشكل خاص خلال قمة القيادة البيئية الوطنية الأولى للناس في عام 1991، إذ وضع المشاركون في هذه القمة سبع عشرة مبدأً من مبادئ العدالة البيئية.